# R Ursae Minoris
R Ursae Minoris är en halvregelbunden variabel av SRB-typ i stjärnbilden Lilla björnen. Stjärnan var den första i Lilla björnens stjärnbild som fick en variabelbeteckning.
Stjärnan varierar mellan magnitud +8,5 och 11,5 med en period av 325,7 dygn. 

## Fotnoter
1. ↑  Variabelstjärnornas beteckningar börjar med bokstäverna R-Z, därefter A-Q , följt av RR-ZZ och AA-QQ, varefter de börjar betecknas med bokstaven V och ett ordningsnummer, från och med V335.